# Принцови острови
Принцовите острови (на гръцки: Πριγκήπων νήσοι; на турски: Prens Adaları) са разположени сред Мраморно море югоизточно от Истанбул. Представляват архипелаг от 9 острова и 2 скали, известни като Къйзъл адалар (Принцови острови). Островите са административен район на Истанбул.
Общата им площ е 11 кв. км. Обитаеми са островите Къналъада (на гръцки Проти), Бургаз-ада (на гръцки Антигона), Хейбели-ада (на гръцки Халки) и най-големият – Бююк-ада (на гръцки Принкипо). На островите Кашик Адасъ и на Яссида (на гръцки Плати) има няколко частни къщи, а останалите – Сиврида, Седеф-адасъ и Таушан-адасъ, са необитаеми.
Островите са свързани с много исторически събития. На Къналъада е бил заточен император Роман I Лакапин, а Лъв V Арменец – обезглавен. Историческите хроники споменават много често островите във връзка с изтезания, ослепявания и екзекуции на императори и патриарси.
През 1912 г. на островите живеят 10 250 гърци и 670 турци.